# Ramulus bomiense
Ramulus bomiense är en insektsart som först beskrevs av Chen, S.C. och Yun He He 1994.  Ramulus bomiense ingår i släktet Ramulus och familjen Phasmatidae. Inga underarter finns listade i Catalogue of Life.